# Гринберг, Крейг
Крейг Гринберг (англ. Craig Greenberg; род. 22 августа 1973, Коммак, Нью-Йорк) — американский государственный и политический деятель. С 2023 года занимает должность мэра Луисвилла. Во время его предвыборной кампании на должность мэра на него было совершено покушение в предвыборном штабе, но он не пострадал.
После окончания юридического факультета Гарвардского университета работал юристом в фирме Frost Brown Todd в Луисвилле. Также был соучредителем, президентом и главным исполнительным директором 21c Museum Hotels. В январе 2021 года вместе с радиоведущим Мэттом Джонсом приобрел Ohio Valley Wrestling.

## Ранний период жизни
Родился в Коммаке, штат Нью-Йорк. В 1980 году его семья переехала в Луисвилл, штат Кентукки. Окончил среднюю школу Балларда. В 1995 году получил степень бакалавра наук в Мичиганском университете, где был президентом студенческого самоуправления, а в 1998 году получил степень доктора юриспруденции в юридическом факультете Гарвардского университета.
Начал свою юридическую карьеру в фирме Frost Brown Todd в Луисвилле. В должности юриста фирмы работал над инициативами по развитию бизнеса.
В 2006 году познакомился с коллекционерами произведений искусства и инвесторами Стивом Уилсоном и Лорой Ли Браун и вместе с ними стал соучредителем сети 21c Museum Hotels. В 2012 году был назначен президентом компании и главным исполнительным директором в 2017 году. В июне 2020 года ушел из 21c Museum Hotels.
В январе 2021 года Крейг Гринберг и спортивный радиоведущий Мэтт Джонс приобрели Ohio Valley Wrestling. Также принимал участие в развитии Louisville Museum Plaza и Whiskey Row, а также был попечителем Луисвиллского университета.

## Мэр Луисвилла

### Кампания
В апреле 2021 года объявил о выдвижении своей кандидатуры на должность мэра Луисвилла на предстоящих выборах 2022 года, которую занимал Грег Фишер, не имеющий возможности баллотироваться на переизбрание из-за ограничений по срокам. Выступал за общественную безопасность, доступное жильё, всеобщее дошкольное образование, борьбу с незаконным оружием, поддержку права на аборт и чистоту города.

### Покушение на убийство
14 февраля 2022 года Квинтес Браун, 21-летний социальный активист и известный представитель сообщества Black Lives Matter, баллотировавшийся в качестве независимого кандидата в городской совет Луисвилла, вошёл в штаб-квартиру предвыборной кампании Крейга Гринберга недалеко от центра Луисвилла и предположительно произвел несколько выстрелов с порога из 9-мм полуавтоматического пистолета «Глок» по Крейгу Гринбергу. Одна из выпущенных пуль зацепила рубашку и свитер Крейга Гринберга, но не ранила его. Затем Квинтес Браун сбежал, поскольку один из сотрудников офиса смог закрыть дверь, а остальные сотрудники забаррикадировали дверь столами и партами. Вскоре Квинтес Браун был арестован менее чем в полумиле от места покушения, у него при себе был пистолет и заряженные магазины к нему. Ему было предъявлено обвинение в нескольких преступлениях, включая покушение на убийство. Президент Городского совета Луисвилла Дэвид Джеймс назвал инцидент «покушением на убийство». Сенатор от штата Кентукки Митч Макконнелл охарактеризовал стрельбу как «предположительное покушение на кандидата-еврея в мэры».
На следующий день организация Black Lives Matter Louisville, отделение Black Lives Matter Global Network Foundation, и Louisville Community Bail Fund совместно внесли залог за Квинтеса Брауна в размере 100 000 долларов США. Крейг Гринберг заявил, что его шокировало освобождение из-под стражи Квинтеса Брауна, добавив, что почти невозможно поверить в то, что кто-то может совершить попытку убийства в понедельник и выйти из тюрьмы в среду. Его возмущение было поддержано обеими сторонами политического процесса: Митч Макконнелл назвал этот факт шокирующим, а кандидат в Сенат США от Демократической партии Чарльз Букер заявил, что Квинтеса Брауна следовало оставить в заключении под стражей.
Позже Квинтес Браун был повторно арестован по новым обвинениям, содержался в качестве федерального заключённого в тюрьме округа Грейсон в Лейчфилде (штат Кентукки), где оставался под стражей до суда. В марте 2022 года ему было предъявлено большим жюри обвинение в покушении на убийство. В марте 2023 года адвокаты Квистена Брауна объявили, что настаивают на его невменяемости.

### Выборы
В мае 2022 года Крейг Гринберг выиграл внутренние выборы Демократической партии среди восьми кандидатов, опередив на 20 % человека, занявшего второе место. На всеобщих выборах 8 ноября 2022 года он одержал победу над кандидатом от Республиканской партии Биллом Дируфом, опередив его на 5 %, и стал избранным мэром Луисвилла. Вступил в должность 2 января 2023 года.

## Личная жизнь
Познакомился со своей женой Рэйчел в Бостоне. Она работает учителем в государственной школе, у пары двое детей. Крейг Гринберг по национальности еврей.